# Ciclone Cleópatra
A Ciclone Cleópatra, também chamado de Ruven nome que recebeu pela Universidade Livre de Berlim, foi um ciclone extratropical de raríssima formação na Bacia do Mediterrâneo, Europa, em meados de novembro de 2013 que atingiu principalmente a ilha da Sardenha, causando destruições e mortes

## Impactos
O ciclone trouxe chuva forte para a ilha da Sardenha como mais de 440 milímetros em 90 minutos, na manhã de 19 de Novembro, resultando em grandes enchentes. O nordeste da cidade de Olbia foi a área mais afetada, onde até 3 m de água deixou carros e casas submersas. Os serviços de balsa entre Nápoles e as ilhas de Capri, Ísquia e Prócida foram afetados por ventos fortes e mar agitado. O mau tempo estendeu-se até a Calabria e Campania, ao sul da Itália